# Vassili III
Vassili III Ivanovitch (en russe : Василий III Иванович) ou Vassili III le Grand, né le 25 mars 1479 et mort le 3 décembre 1533, est grand-prince de Vladimir et Moscou de 1505 à 1533.

## Biographie
Pour un article plus général, voir Grande-principauté de Moscou.

### Premier mariage (1505) sans descendance
Fils d'Ivan III le Grand (1440-1505) et de Sophie Paléologue, Vassili épouse Solomonia Iourievna Sabourova le 4 septembre 1505. 
Aucune naissance n'ayant lieu, Vassili, qui ne veut pas que ses frères héritent du trône s'il meurt sans héritiers, leur interdit de se marier avant que lui-même ait eu un fils et les incarcère[réf. nécessaire] (cette décision aboutira à l'extinction de la dynastie des Riourikides en 1584 et à une crise de succession connue sous le nom de Temps des troubles). 
En 1525, au bout de 20 ans, il décide de divorcer. Il obtient l'accord du métropolite de Moscou Daniel et des boyards, mais pas celui de certaines autorités religieuses, dont les starets de la Trans-Volga, qui considèrent le divorce comme illégal. 
Le mariage est annulé en novembre 1525. 

### Second mariage (1526) et naissance d'un héritier
Le 15 août 1526, Vassili épouse Héléna Glinska (1506/1507-1538), qui, réfugiée à la cour de Russie, a suscité son intérêt matrimonial. 
Le cérémonial vise à assurer la fécondité de la jeune épouse. Avant de se marier, ils sont aspergés de houblon, gage de fertilité, et éventés avec des fourrures de zibeline, symbole de longue vie. Après la cérémonie, ils se couchent en public sur un matelas posé sur vingt-sept gerbes de seigle. Une femme s'avance alors, portant deux manteaux de fourrure dont l'un est tourné à l'envers et les asperge de nouveau avec du houblon. 
Malgré cela, Héléna ne tombe pas très vite enceinte. Son premier fils, Ivan (futur Ivan IV), naît seulement le 25 août 1530, après les prières assidues du moine Paphnouti pour obtenir le miracle tant attendu (ce qui lui vaudra d'être canonisé).
Trois ans plus tard, elle a un autre fils : Iouri (1533-1563), né sourd-muet.

### Exercice du pouvoir
La politique de ce prince fut à peu de chose près la même que celle de son père : la concentration du pouvoir entre les mains du souverain et le rassemblement des terres russes. En 1510, il rattache la république de Pskov au grand-duché de Moscou. Trois cents familles de la ville, supposées hostiles à Vassili sont alors chassées de leurs maisons et déportées en Oural. C'est la même politique qu'Ivan III avait adoptée envers Novgorod lors de son rattachement à la Moscovie en 1478. En 1517, la ville de Riazan est annexée à son tour.
Le règne de Vassili est marqué par deux guerres contre l'Union polono-lituanienne. En 1507, Vassili III rompt la trêve instaurée par Ivan III en 1503. Un seigneur lituanien, Michel Glinski, s'est révolté contre le nouveau roi Sigismond Ier et a demandé l'aide du souverain russe. Sigismond parvient cependant à repousser les troupes moscovites et à chasser Glinski. Une « paix éternelle » est signée en 1508.

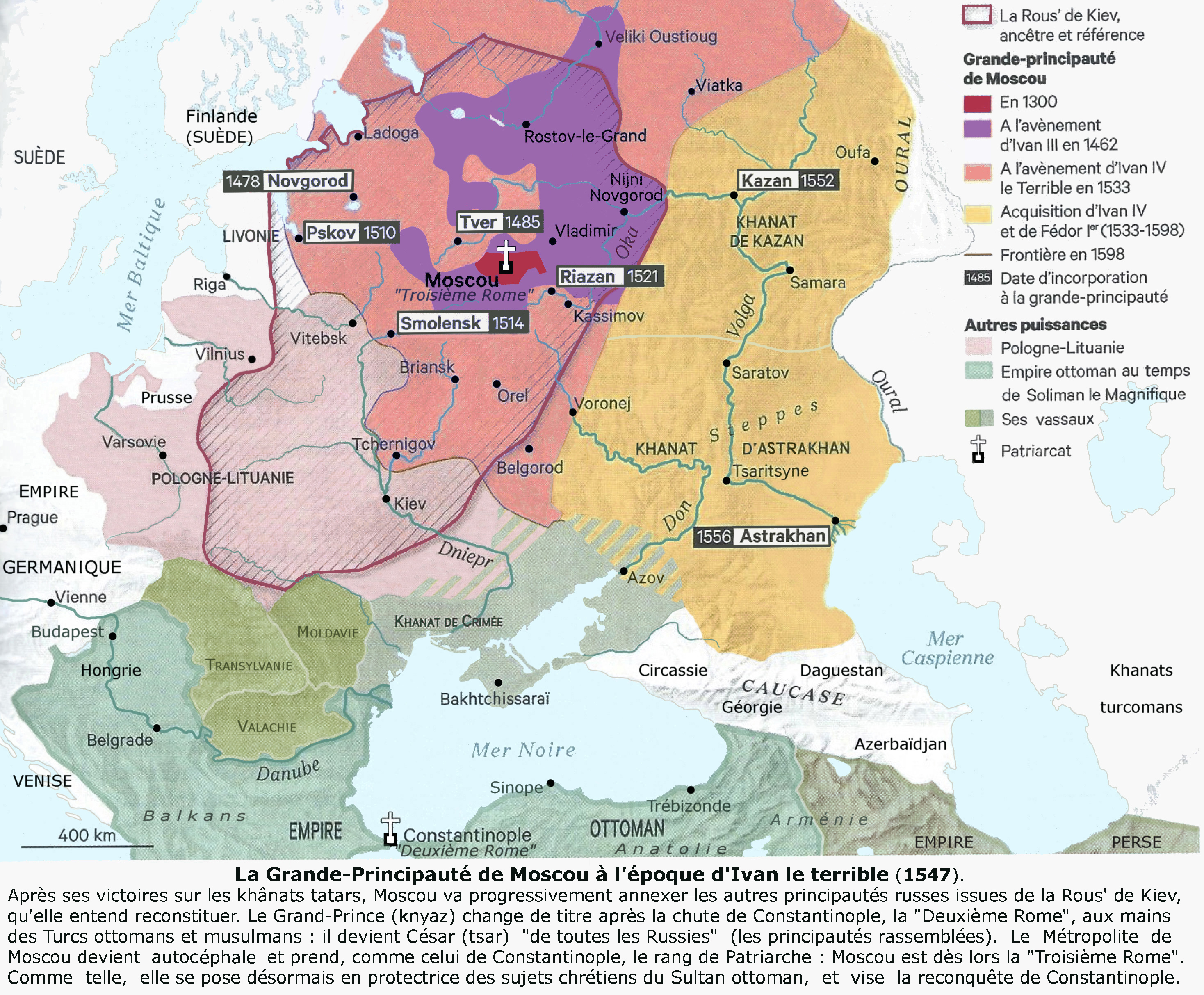
La Grande-principauté de Moscou et son expansion territoriale aux, prélude au tsarat de Russie.

La guerre reprend en novembre 1512 et, cette fois, elle a comme principal terrain d'opérations la région de Smolensk. Par trois fois, Vassili va assiéger la ville qui se rend en juillet 1514. L'armée polono-lituanienne obtient une grande victoire à Orcha en septembre de la même année, mais Smolensk n'est pas reprise. Une trêve de cinq ans est signée en 1522 sur la base des territoires acquis de part et d'autre. Elle est prolongée pour six ans en 1526 et en 1532 pour un an. Le grand-duc moscovite meurt à la veille de reprendre la guerre. Il est inhumé dans la cathédrale de l'Archange-Saint-Michel à Moscou.
Pendant le règne d'Ivan III, le grand-duché de Moscou était allié avec le khanat de Crimée. À l'avènement de Vassili III, le khan Mengli Giray rompt l'alliance à cause de leur rivalité pour la possession de Kazan, annexée par la Russie en 1487. La Crimée s'allie avec la Lituanie. Les Tatars organisent des raids en Russie et Vassili III est obligé de renforcer sa frontière sud par l'envoi de régiments de surveillance et la construction de forteresses militaires : Zaraïsk, Toula, Kalouga.
Vassili III continue, comme son père, à renforcer le pouvoir du souverain. Les boyards qui osent se plaindre de sa politique sont décapités. Le métropolite Féodor Jareny, qui a osé exprimer son mécontentement, est déchu de ses titres et envoyé dans un monastère. Son successeur, Daniel, est plus soumis. Lorsqu'après vingt ans de mariage, Vassili III décide de divorcer de sa première femme pour cause de stérilité, il le lui permet malgré les lois de l'Église. Il épouse alors Héléna Glinska, nièce de Michel Glinski, qui fut la mère d'Ivan le Terrible.